# Semiothisa gilletteata
Semiothisa gilletteata är en fjärilsart som beskrevs av Dyar 1904. Semiothisa gilletteata ingår i släktet Semiothisa och familjen mätare. Inga underarter finns listade i Catalogue of Life.